# Gertrude Haider-Grünwald
Gertrude Haider-Grünwald (geb. vor 1972) ist eine österreichische Journalistin, Autorin, Kunstkritikerin und Ausstellungskuratorin.

## Leben
Gertrude Haider maturierte an einer Handelsakademie in Linz. Ihren Berufseinstieg machte sie beim Oberösterreichischen Tagblatt. Dem folgte eine Tätigkeit als Englischkorrespondentin- und Russischkorrespondentin und Übersetzerin. Nach der Heirat arbeitete sie freischaffend für das Oberösterreichische Tagblatt mit Filmkritiken und ab 1972 hauptsächlich mit Kulturkritiken zur Bildenden Kunst (mehr als 3000 in zwanzig Jahren).
Von 1985 bis Ende 2008 leitete Gertrude Haider-Grünwald die neu entstandene Galerie der Stadt Traun in Oberösterreich. Hier gestaltete und eröffnete sie ca. 250 Kunstausstellungen österreichischer und ausländischer Künstler teils mit der Verfassung umfangreicher Werkseinführungen und mit Vorworten für Kataloge. Weiters war sie an ca. 150 Präsentationen und Ausstellungseröffnungen in anderen Städten beteiligt.
Seit 1985 ist Gertrude Haider-Grünwald Präsidentin der Dr.-Ernst-Koref-Stiftung und leitet seit 2009 die Club-Galerie Linz der Dr.-Ernst-Koref-Stiftung (anfangs Galerie Club der Begegnung vom Verein zur Förderung zeitgenössischer Kunst) im oberösterreichischen Kulturquartier Ursulinenhof in Linz. Sie ist Vorstandsmitglied der Österreichisch-Deutschen Kulturgesellschaft Sektion Oberösterreich.

## Publikationen
- mit Theresa Bruckner: Die Malerin Theresa Bruckner. Selbstverlag Theresa Bruckner, Linz 2000, ISBN 3-9501285-0-6.
- mit dem Pseudonym Gertrud Greenwood: Der Vierseelenmörder. Psychothriller, Fouqué Literaturverlag, Frankfurt am Main München Miami New York 2002, ISBN 3-8267-5085-3.
- Scharfe Männer, schrille Weiber, schlimme Witze, schräge Schreiber. Spitze Striche von Hans Sisa, Flotte Worte von Gertrude Haider-Grünwald, Herausgegeben von Art Larson, Verlag Bibliothek der Provinz, Weitra 2009, ISBN 978-3-900000-18-9.